# Densitat de Planck
|  | Per a altres significats, vegeu «densitat (desambiguació)». |

La densitat de Planck és una unitat de densitat, representada per ρP, en el sistema d'unitats naturals conegut com a unitats de Planck.
{\displaystyle \rho _{P}={\frac {m_{P}}{l_{P}^{3}}}={\frac {c^{5}}{\hbar G^{2}}}} ≈ 5,1 × 1096 kg/m³
on:
- mP és la massa de Planck
- lP és la longitud de Planck
- c és la velocitat de la llum al buit
- {\displaystyle \hbar } és la constant de Planck
- G és la constant de la gravitació

| Dimensió           | Fórmula      | Valor, en el Sistema SI                                  |                 |
| ------------------ | ------------ | -------------------------------------------------------- | --------------- |
| Longitud de Planck | Longitud (L) | {\displaystyle l_{p}={\sqrt {\frac {G\hbar }{c^{3}}}}\;} | 1.616 × 10-35 m |
| Massa de Planck    | Massa (M)    | {\displaystyle m_{p}={\sqrt {c\hbar /G}}\;}              | 2.177 × 10-8 kg |

Aquesta és una unitat molt gran, l'equivalent a 1023 masses solars comprimit en l'espai d'un sol nucli atòmic. En una unitat de temps de Planck després del big-bang, la densitat de la massa de l'univers es pensa que podria haver estat aproximadament d'una unitat de densitat de Planck.